# Comté de Stanstead
Pour les articles homonymes, voir Stanstead.
Le comté de Stanstead était un comté municipal du Québec ayant existé entre 1855 et le début des années 1980. Le territoire qu'il couvrait fait aujourd'hui partie de la région de l'Estrie et est divisé entre les MRC de Memphrémagog et de Coaticook. Son chef-lieu était la municipalité de Ayer's Cliff.
Le nom du comté provient du canton de Stanstead érigé en 1800 et qui y est situé. Le nom du canton vient lui-même d'un village du Suffolk en Angleterre. 

## Municipalités situées dans le comté
- Ayer's Cliff
- Barnston-Ouest

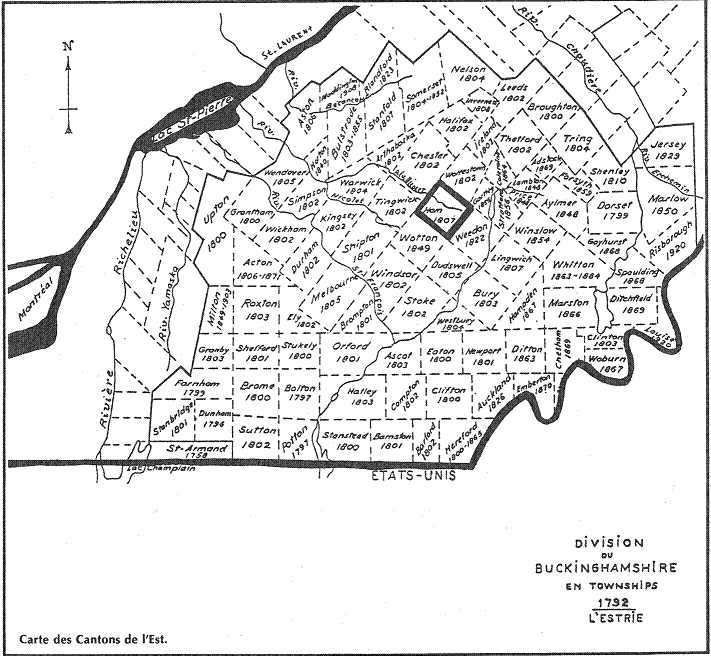
Carte des cantons de l'est, incluant ceux qui ont formé le comté de Stanstead

- Beebe Plain (fusionné à Stanstead en 1995)
- Coaticook
- Dixville
- Hatley
- Hatley (municipalité de canton)
- Magog
- Magog (municipalité de canton, fusionné à Magog en 2002)
- North Hatley
- Ogden
- Omerville (fusionné à Magog en 2002)
- Rock Island (fusionné dans Stanstead en 1995)
- Sainte-Catherine-de-Hatley
- Saint-Herménégilde
- Stanstead (canton)
- Stanstead-Est
- Stanstead Plain (fusionné dans Stanstead en 1995)

## Description
Le comté a été formé de cinq cantons, disposés en deux rangs : Stanstead, Barnston et Barford au sud, le long de la frontière américaine, et Magog et Hatley au nord.